# Литтелтонская хронометрическая станция
Литтелтонская хронометрическая станция (англ. Lyttelton Timeball Station), Замок на холме (англ. Castle on the Hill) — находившаяся в ведении Фонда по охране исторических мест Новой Зеландии хронометрическая станция с шаром времени, одна из главных достопримечательностей Литтелтона в Новой Зеландии, одна из пяти хронометрических станций подобного типа, сохранившихся на планете до 2010-х годов в работоспособном состоянии.
Как историческая достопримечательность, Литтелтонская хронометрическая станция иллюстрировала роль хронометрических станций в истории западной навигации и судоходства, и их особое значение для точного расчета географической долготы. Строительство хронометрической станции отражало развитое состояние экономики Кентербери и роль системы провинциальных органов власти в Новой Зеландии.
Здание станции получило серьёзные повреждения в результате серии землетрясений и афтершоков в 2010 и 2011 годах, и полностью обрушилось 13 июня 2011 года после афтершока магнитудой 6,4.

## Предназначение
Шар времени — приспособление для оптической сигнализации точного времени. Как правило, представляет собой большой окрашенный деревянный или металлический шар, поднимаемый на мачту и в определенное время падающий по ней вниз. «Шары времени» относительно широко использовались в XIX веке, главным образом — для упрощения морской навигации и сверки морских хронометров при наблюдении с морских судов, стоящих на рейде. В то время как географическая широта определялась достаточно просто, поначалу с помощью астролябии, а затем с помощью секстанта, определение географической долготы в открытом море было затруднительно без точного измерения времени. Однако во время плавания хронометры могли накапливать погрешность в измерении времени, что сказывалось на точности определения координат. Так, например, ошибка в 4 секунды приводила к погрешности в 1800 метров на экваторе и 910 метров на 60-й параллели, поэтому сверка хронометров требовалась при любом удобном случае. Первый «шар времени» был введён в эксплуатацию в Портсмуте в 1829 году, а в 1833 году аналогичное приспособление появилось в Гринвиче. Постепенно разные формы визуальных сигналов точного времени стали важной частью морских портов во всём мире.

## История
Джон Томас Пикок, бизнесмен и политик, приехал в Литтелтон в 1844 году. Он построил первую капитальную пристань и подготовил поселение к прибытию большого числа переселенцев, прибывших в Литтелтон шестью годами позже на первых четырёх кораблях. Пикок продвигал идею о возведении хронометрической станции в Литтелтоне как член Палаты представителей, но его предложения были отклонены. Он также был членом Совета провинции Кентербери, где в 1870 году идея о возведении хронометрической станции нашла поддержку. В 1870-е годы Литтелтон стал очень оживлённым портом в связи с наступившим экономическим бумом в Кентербери. Выросли цены на шерсть, на Кентерберийской равнине увеличилось производство зерновых. В целях облегчения доставки шерсти и зерна между Литтелтоном и Крайстчерчем был построен железнодорожный тоннель. Как следствие, Литтелтон развивался, в городе появлялись новые здания и сооружения, в том числе и Литтелтонская хронометрическая станция. Всего за период с 1874 по 1876 годы на модернизацию и расширение портовых сооружений было потрачено около 200 000 фунтов.
Проект станции был разработан архитектором провинции Кентербери, Томасом Кейном (англ. Thomas Cane), и станция была построена в 1876 году. Астрономические часы были заказаны в Лондоне у компании Edward Dent and Co., сконструировавшей часы для Биг-Бена. Механизм «шара времени» для станции был произведён немецкой компанией Siemens Brothers. Все механизмы прибыли в Литтелтон в ноябре 1874 года, и около 20 месяцев хранились на складе, пока не было построено основное здание станции. Первым смотрителем хронометрической станции был назначен Александр Джойс (англ. Alexander Joyce, 1840—1927). Он проживал со своей семьёй в здании хронометрической станции с мая 1877 года до 1881 года.

### Механизм шара времени
В целом механизм шара времени, установленный на хронометрической станции в Литтелтоне, занимал 15 метров по высоте. Шар представлял собой полую сферу на деревянном каркасе, покрытую тонкими листами окрашенного цинка. Диаметр шара — полтора метра, весил шар немногим более 100 килограмм. Мачта из орегонской сосны проходила через отверстие в середине шара. Шар поднимался посредством маховика на вершину мачты и закреплялся там на подвесе. Когда подвес освобождал шар, он падал по мачте вниз на демпферы. Скорость падения шара контролировалась поршнем, прикреплённым к шару, который выталкивал воздух из длинного цилиндра, «аналогично гигантскому велосипедному насосу». Размыкание подвеса осуществлялось с помощью электромагнита, управляемого с помощью астрономических часов. В определённое время часы замыкали электрические контакты, срабатывал электромагнит, от которого через систему рычагов размыкался подвес шара в верхней части мачты.
Механизм был настроен на срабатывание ежедневно в 13:00. Первый запуск механизма шара времени был осуществлён 29 ноября 1876 года, но из-за технических проблем с электромагнитом, произошёл на три минуты позже положенного срока. После этого до 23 декабря 1876 года механизм в действие не приводился. Затем механизм шара времени приводился в действие ежедневно в 13:00, кроме тех дней, когда дули очень сильные ветра.
В 1916 году оригинальные астрономические часы были переданы обсерватории в Веллинтоне. Было решено, что механизм шара времени будет запускаться по сигналу телеграфа, получаемому из Веллингтонской обсерватории. Ввиду экономических проблем, возникших к концу Первой Мировой войны, механизм шара запускался дважды в неделю, а время запуска было перенесено на 15:30. Истинная причина изменений в расписании доподлинно неизвестна. Со временем всё большее количество судов переходили на радиосвязь, в том числе для уточнения времени, и в 1934 году Совет порта Литтелтон принял решение о приостановлении запусков механизма на Литтелтонской хронометрической станции. Последний запуск механизма состоялся 31 декабря 1934 года.

### Комплекс зданий хронометрической станции
Комплекс зданий в стиле неоготики, похожий на средневековый замок, состоял из восьмиугольной башни, на вершине которой был установлен «шар времени», и трёхэтажного здания, в котором могли проживать и работать служащие. В здании размещались три жилые комнаты, два кабинета, часовая комната и комната наблюдения. На этом же здании были установлены астрономические часы. Для строительства здания был использован местный вулканический шлак и контрастный светлый оамарский камень. Это была третья хронометрическая станция подобного типа в Новой Зеландии. Первая станция была построена в Веллингтоне в 1864 году, вторая — в Данидине, в 1868 году.
С момента постройки в здании возникали проблемы из-за влаги, просачивающейся через пористые стены. Створки окон, открывающихся внутрь здания, стали протекать, а местный вулканический шлак оказался слишком пористым для противостояния тем погодным условиям, которым подвергалось здание. После того, как в 1876 году система провинциальных органов власти прекратила существование, обязанности по управлению хронометрической станцией взял на себя Совет порта Литтелтон. Совет попросил Фредерика Строутса (англ. Frederick Strouts), известного местного архитектора, спроектировать пристройку к зданию и предложить средства защиты от непогоды. Строутс спроектировал одноэтажную кухню, которая была пристроена с северо-восточной стороны здания в период с 1877 по 1878 годы. Строительство осуществляла компания Holliss and Brown. В строительстве принимали участие заключённые Литтелтонской тюрьмы. Для предупреждения проникновения влаги в здание Строутс предложил герметизировать стены снаружи. Первоначально стены были облицованы силикатным кирпичом, однако когда это решение было признано несостоятельным, Совет порта принял альтернативное предложение Строутса о том, что стены снаружи должны быть забетонированы. Не все были согласны с этим, в том числе архитектор оригинального здания, Томас Кейн. Многие возражали также на том основании, что эстетический вид здания и его каменной кладки мог пострадать в том случае, если оно будет покрыто бетоном. Строутс в ответ на это утверждал, что влага не только делает проживание и работу в здании некомфортными, но и постепенно растворяет строительный раствор. Для сохранения эстетического вида здания он рекомендовал сохранить резьбу по камню и лепнину. После опробирования на башне было решено, что всё здание должно быть оштукатурено, и это произошло в сентябре 1880 года.
После того как Джойс со своей семьёй покинул хронометрическую станцию в 1881 году, здесь поселился сигнальщик, Джон Туми (англ. John Toomey). В 1887 году Туми женился, а новообразованная семья продолжала проживать в здании хронометрической станции до переезда в Аддерли-хед (англ. Adderley Head) в 1891 году. Следующим сигнальщиком, проживавшим в здании хронометрической станции был Альберт Баттон (англ. Albert Button). В 1905 году его сменил Джон Портеус (англ. John Porteous). Портеус был сигнальщиком с 1905 по 1932 годы, и выполнял обязанности смотрителя станции с 1914 по 1932 годы.
В 1912 году для обеспечения лучших условий проживания Портеуса и его семьи по проекту инженера Сайруса Уильямса (англ. Cyrus Williams) были надстроены два этажа над главным входом и кухней. Таким образом в здании хронометрической станции появились ванная комната, спальня, холл на первом этаже и две дополнительные спальни наверху. Надстройка была выполнена из кирпича и оштукатурена так, чтобы её экстерьер совпадал по внешнему виду со старой частью здания.
В 1934 году, когда был осуществлён последний запуск механизма шара времени, смотрителем станции был Джек Бёрнс (англ. Jack Burns). Бёрнс оставался сигнальщиком до тех пор, пока и эта должность не была сокращена в 1941 году.
В период с 1942 по 1943 годы в здании хронометрической станции размещались военнослужащие армии Новой Зеландии, а затем различные служащие Совета порта Литтелтон со своими семьями.
В 1969 году представителями общественности была образована Литтелтонская морская Ассоциация. Эта организация арендовала здание хронометрической станции у Совета порта и в период с 1969 по 1973 годы провела в нём реконструкцию. В 1973 году здание было подарено Фонду по охране исторических мест Новой Зеландии. Проект реконструкции продолжался в период с 1975 по 1978 годы под эгидой Фонда по защите исторических мест Новой Зеландии и в 1978 году станция была официально открыта для публики. Была восстановлена и традиция запуска механизма шара времени на ежедневной основе в 13:00.
7 апреля 1983 года здание литтелтонской хронометрической станции было зарегистрировано в Фонде по охране исторических мест Новой Зеландии под номером 43 как историческое здание первой категории. Всего на тот в момент в мире оставалось в работоспособном состоянии 5 подобных хронометрических станций, в том числе станция в Литтелтоне — единственная работоспособная станция в Новой Зеландии.
Башня получила повреждения в результате землетрясения 2010 года, а механизм «шара времени» перестал функционировать. В результате землетрясения 2011 года здание станции получило ещё большие повреждения. Фонд по охране исторических мест Новой Зеландии после анализа инженерных отчётов, свидетельствующих о невозможности сохранения здания станции из соображений общественной безопасности, принял решение о его демонтаже. Представители Фонда надеялись, что механизм «шара времени» может быть сохранён, а здание впоследствии может быть реконструировано. Башня станции полностью обрушилась в результате афтершока 13 июня 2011 года. 25 мая 2013 года было объявлено, что башня и шар будут восстановлены, а средства для этого были получены от членов сообщества, выступающего за реконструкцию здания.

## Флагшток
Место, выбранное для строительства хронометрической станции, располагалось на холме над Офисерс-пойнт, неподалёку от старого флагштока. Сигнальные флаги играли важное значение в коммуникации между морскими судами и городом, а выбор этого места означал возможность передачи сообщений, полученных с наблюдательного пункта в Аддерлей-хед, из бухты Даймонд или с фермы Мейджер-Хорнбрук, расположенной на горе Плезант. Остаётся неясным, когда был воздвигнут первый флагшток на холме над Литтелтоном. Один из сигнальщиков постоянно дежурил у флагштока с 1879—1880 годов. Сигналы, подаваемые с помощью флагов, использовались для рекомендаций парусным судам о заходе в гавань, швартовки к причалу и управления движением судов. В 1891 году старый флагшток был заменён новым, из каури, и этот флагшток можно увидеть и по сей день. Последний сигнал с помощью флагов был получен с судна Miro 27 ноября 1941 года. После этого вошла в обиход радиокоммуникация между судами и причалом.
Традиция празднования Дня Кентербери с 1930 года включает подачу специального сигнала на флагштоке. В 1974 году, в ходе Игр Содружества, проходивших в Крайстчерче, на флагштоке были размещены флаги, приветствующие участников состязаний. В 2001 году порт Литтелтона подарил хронометрической станции набор сигнальных флагов со списанной драги Peraki, чтобы хронометрическая станция могла проводить экскурсии для школьников и приветствовать суда в бухте Литтелтона.